# Aizoon theurkauffii
Aizoon theurkauffii là một loài thực vật có hoa trong họ Phiên hạnh. Loài này được Maire mô tả khoa học đầu tiên năm 1936.